# ديباك موندال
ديباك موندال (13 أكتوبر 1979 بجمشيدبور في الهند - ) هو لاعب كرة قدم هندي في مركزي الظهير والدفاع. شارك مع منتخب الهند لكرة القدم. أما مع النوادي، فقد لعب مع مومباي سيتي ونادي إيست بنغال ونادي موهون باغان وUnited SC ‏ وMahindra United FC ‏ ونادي جاجاتجيت للقطن والمنسوجات ‏ ونادي كيرلا بلاستيرز.

## روابط خارجية
- ديباك موندال على موقع قاعدة بيانات كرة القدم.إي يو (الإنجليزية)
- ديباك موندال على موقع ناشيونال فوتبول تيمز (الإنجليزية)
- ديباك موندال على موقع Soccerway.com (الإنجليزية)
- ديباك موندال على موقع عالم كرة القدم.نت (الإنجليزية)